# オン・ザ・ボーダー
『オン・ザ・ボーダー』（On the Border）は、イーグルスが1974年に発表した3枚目のアルバム。
前2作『イーグルス・ファースト』『ならず者』では、カントリー・ロックを軸としたサウンドを展開していた彼らだが、より多様な音楽性を求めていく過程で、よりハードロック志向を強めることになった。まず、レコーディング中にギタリストのドン・フェルダーが招かれ、そしてそのままバンドのメンバーに加入した。そして、レコーディングの途中から、プロデューサーがグリン・ジョンズからビル・シムジクへと交代した。「懐かしき '55年」はトム・ウェイツの作品のカバー。
シングルカットされた「我が愛の至上（Best of My Love）」は全米1位を記録し、ビルボードの1975年の年間チャート12位を記録した。

## 収録曲

### Side 1
1. 過ぎた事 - "Already Gone" (Jack Tempchin, Robb Strandlund) - 4:15
2. 恋人みたいに泣かないで - "You Never Cry Like a Lover" (Don Henley, J.D. Souther) - 4:00
3. ミッドナイト・フライヤー - "Midnight Flyer" (Paul Craft) - 3:55
4. マイ・マン - "My Man" (Bernie Leadon) - 3:29
5. オン・ザ・ボーダー - "On the Border" (D. Henley, B. Leadon, Glenn Frey) - 4:23

### Side 2
1. ジェームス・ディーン - "James Dean" (D. Henley, G. Frey, J.D. Souther, Jackson Browne) - 3:38
2. 懐かしき '55年 - "Ol' '55" (Tom Waits) - 4:21
3. イズ・イット・トゥルー? - "Is It True?" (Randy Meisner) - 3:14
4. 地獄の良き日 - "Good Day in Hell" (D. Henley, G. Frey) - 4:25
5. 我が愛の至上 - "Best of My Love" (D. Henley, G. Frey, J.D. Souther) - 4:34

## パーソネル

### イーグルス
- グレン・フライ (Glenn Frey) – ボーカル、ギター、ピアノ、スライドギター ("Midnight Flyer"、"Is It True")
- ドン・ヘンリー (Don Henley) – ボーカル、ドラム
- バーニー・レドン (Bernie Leadon) – ボーカル、ギター、バンジョー、ペダル・スティール・ギター
- ランディ・マイズナー (Randy Meisner) – ボーカル、ベース
- ドン・フェルダー (Don Felder) – リード・ギター ("Already Gone")、スライドギター ("Good Day in Hell")

### アディショナル・ミュージシャン
- アル・パーキンス (Al Perkins) – ペダル・スティール・ギター ("Ol' 55")